# Selección de fútbol sub-21 de Yugoslavia
La selección de fútbol sub-21 de Yugoslavia fue el equipo representativo de la República Federativa Socialista de Yugoslavia. Después de la disolución del estado en 1992, se formaron los siguientes equipos:
- Bosnia y Herzegovina
- Croacia
- Macedonia del Norte
- Eslovenia
- RFS de Yugoslavia
  -  Serbia
    -  Kosovo

  -  Montenegro

Tras el reajuste de las competiciones juveniles de la UEFA en 1976, se formó el equipo sub-21 de Yugoslavia. El equipo tenía un récord variado, llegando a los últimos cuatro en cuatro torneos y no clasificando para cuatro. Yugoslavia ganó la competencia inaugural en 1978. Dado que las reglas de la competencia sub-21 insisten en que los jugadores deben tener 21 años o menos al comienzo de una competencia de dos años, técnicamente es una competencia sub-23. También se muestra el récord de Yugoslavia en las competiciones sub-23.

## Participaciones

### Copa Desafío de Europa Sub-23 de la UEFA
Yugoslavia fue elegida al azar para enfrentarse a los campeones Bulgaria por el título, que ganaron. Luego se enfrentaron (y vencieron) a otros equipos elegidos al azar hasta que la competencia se abandonó en el verano de 1970 para una competencia más grande.
- 26 de octubre de 1968: Bulgaria 1-2 Yugoslavia
- 6 de junio de 1969: Yugoslavia 3-0 España
- 6 de noviembre de 1969: Yugoslavia 2-0 Suecia
- 24 de marzo de 1970: Grecia 1-5 Yugoslavia
- 1972: No calificó. Terminó segundo de 3 en el grupo de clasificación.
- 1974: No calificó. Terminó segundo de 3 en el grupo de clasificación.
- 1976: Perdiendo semifinalistas.

Esto se compitió sobre una base similar a un cinturón de título de boxeo. Los titulares jugaron contra un oponente elegido al azar para el campeonato.

### Eurocopa Sub-21
| Año   | Pos.             | PJ           | G            | E            | P            | GF           | GC           | Dif.         |
| ----- | ---------------- | ------------ | ------------ | ------------ | ------------ | ------------ | ------------ | ------------ |
| 1978  | Medalla de oro   | 6            | 3            | 2            | 1            | 10           | 7            | +3           |
| 1980  | 4.º              | 4            | 1            | 1            | 2            | 2            | 7            | -5           |
| 1982  | No clasificó     | No clasificó | No clasificó | No clasificó | No clasificó | No clasificó | No clasificó | No clasificó |
| 1984  | 4.º              | 4            | 1            | 0            | 3            | 4            | 6            | -2           |
| 1986  | No clasificó     | No clasificó | No clasificó | No clasificó | No clasificó | No clasificó | No clasificó | No clasificó |
| 1988  | No clasificó     | No clasificó | No clasificó | No clasificó | No clasificó | No clasificó | No clasificó | No clasificó |
| 1990  | Medalla de plata | 6            | 2            | 2            | 2            | 3            | 9            | -6           |
| 1992  | No clasificó     | No clasificó | No clasificó | No clasificó | No clasificó | No clasificó | No clasificó | No clasificó |
| Total | 3/8              | 18           | 7            | 5            | 8            | 19           | 29           | -10          |